# Paradestolmia spirucha
Paradestolmia spirucha är en fjärilsart som beskrevs av Turner 1903. Paradestolmia spirucha ingår i släktet Paradestolmia och familjen tandspinnare. Inga underarter finns listade i Catalogue of Life.